# Mohamed Talbi
Pour les articles homonymes, voir Talbi.
Mohamed Talbi (arabe : محمد الطالبي), né le 16 septembre 1921 à Tunis, et mort dans la nuit du 30 avril au 1er mai 2017 à Tunis,, est un historien, penseur et islamologue tunisien.
Professeur émérite à l'université de Tunis, où il a enseigné l'histoire du Moyen Âge pendant de nombreuses années, il a également fréquenté les cercles universitaires européens et nord-américains. Marqué par cette double influence, il prône une mutuelle reconnaissance entre les traditions de l'Occident et de l'Orient. Il a participé activement aux travaux du Conseil pontifical pour le dialogue interreligieux et a été un cofondateur du Groupe de recherches islamo-chrétien.
Mohamed Talbi a publié une trentaine d'ouvrages et une centaine d'articles consacrés à l'histoire, la théologie et la spiritualité. Il a rédigé des ouvrages d'intérêt plus général pour un public plus large, présentant les origines de la religion musulmane et ses principaux courants anciens et actuels. Mais son apport principal aura été d'inviter à réfléchir sur les bases mêmes du discours sur les religions.
Il a consacré une grande partie de sa vie au dialogue entre les religions et les cultures,.

## Biographie
Agrégé d'arabe en 1952 puis docteur ès lettres (histoire) de la Sorbonne en 1968, avec une thèse portant sur les Aghlabides, il se spécialise en histoire médiévale et en islamologie et devient professeur honoraire à la faculté des sciences humaines et sociales de Tunis. Premier doyen de la faculté des lettres et sciences humaines de Tunis de 1966 à 1970, il devient par la suite recteur de l'université de Tunis. Directeur (1969-1989) puis président d'honneur (depuis 1989) des Cahiers de Tunisie, il est par ailleurs directeur du département d'histoire au Centre d'études et de recherches économiques et sociales (1973-1977), président du Comité culturel national (1983-1987) et président du conseil scientifique de l'Académie tunisienne des sciences, des lettres et des arts (2011-2012).
Membre fondateur de l'Académie tunisienne des sciences, des lettres et des arts, membre de l'Académie royale d'histoire (1970) et de l'Académie universelle des cultures (1994), il est également membre du conseil scientifique de la Fondation tunisienne pour la traduction, l'établissement des textes et les études et membre du Conseil supérieur islamique tunisien. Il est en outre membre du comité éditorial de la revue Islamochristiana (1975), membre du comité de direction de l'Encyclopédie de l'Islam (1978), membre du comité scientifique de la Maghreb Review (Londres) et membre du comité d'honneur de Conscience et liberté.
Il œuvre pour la rénovation de la pensée musulmane et la lutte contre les intégrismes dont le salafisme fait partie. Après des années de lutte contre la dictature de Zine el-Abidine Ben Ali au sein du Conseil national pour les libertés en Tunisie (ONG non reconnue à l'époque) dès 1995 et d'autres organisations de défense des droits de l'homme, il entre en opposition à Ennahdha qu'il estime être un cancer et dont il craint une volonté voilée de vouloir instaurer en Tunisie une dictature théocratique qui serait pire que les anciennes dictatures connues.
Fondateur de la revue Makassed, il fonde en 2013 l'Association internationale des musulmans coraniques que, selon lui, le gouvernement a refusé d'autoriser dans un premier temps. Il est pareillement membre du comité d'honneur de l'Association internationale pour la défense de la liberté religieuse, membre de l'International Freedom of Expression Exchange et président de l'Observatoire pour la liberté de presse, d'édition et de création.

## Pensées

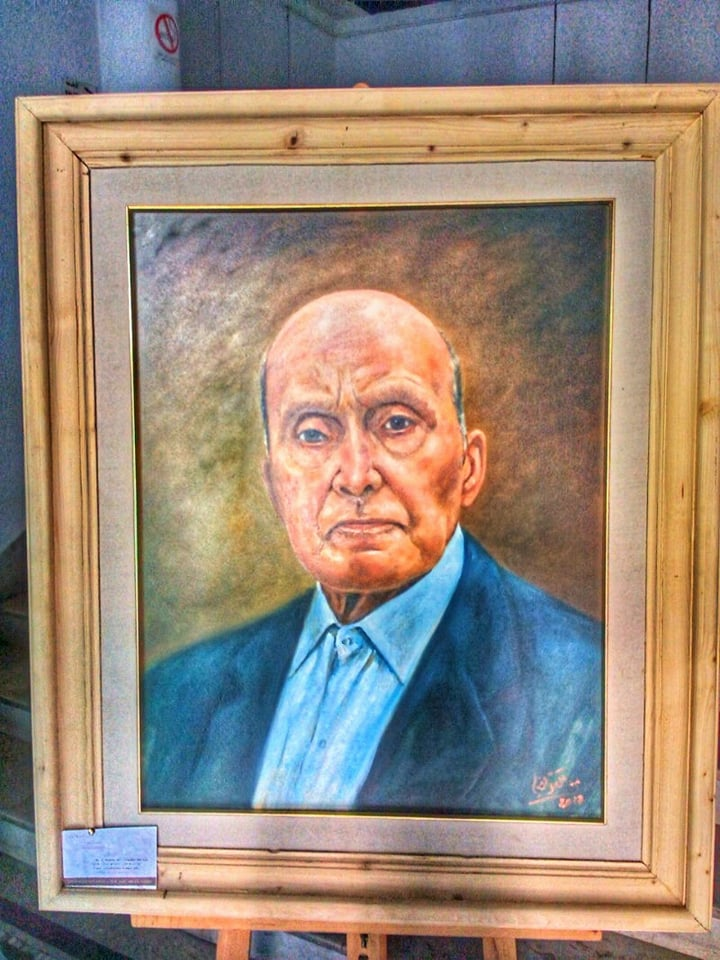
Peinture de portrait de Mohamed Talbi à la Cité de la culture.

Chercheur et historien, Talbi prône une lecture vectorielle du Coran qui consiste à prendre en compte l'intentionnalité du livre saint et non pas les jugements émis à une époque révolue. Il se définit ainsi comme un libre penseur de l'islam. Ses premiers travaux portaient sur la langue arabe, sous ses aspects à la fois littéraires et lexicographiques. Dans sa thèse ès lettres qui portait sur l'émirat aghlabide, Talbi avait tenté d'embrasser toute l'histoire de l'Ifriqiya durant cette période : les relations des émirs avec le califat de Bagdad ; les milices arabes ; les gens de science et de religion ; les fonctionnaires ; les émirs et la cour ; la politique intérieure des émirs ; la politique extérieure des émirs ; l'invasion kotamienne et la chute de la dynastie. Grâce à sa critique des sources, l'histoire de cette région s'éclaire de tout le contexte musulman et méditerranéen qui l'environne.
Talbi est aussi l'auteur d'un livre sur Ibn Khaldoun, ouvrage qui dépasse le simple hommage et qui aborde des sujets différents comme la sociologie politique chez les élites du Maghreb médiéval, l'anthropologie du pouvoir et l'épistémologie khaldounienne.
Il est aussi l'auteur de nombreuses autres études scientifiques sur l'histoire de l'Ifriqiya et sur les problèmes de la culture arabe. Il aborde, dans ses différentes réflexions, des problèmes comme celui de l'ijtihad, de l'interprétation du Coran, du spirituel, de la nouvelle manière d'être au monde du musulman dans le monde d'aujourd'hui. Ses essais touchent à des domaines que se réservaient d'habitude les oulémas. Son style est celui d'un intellectuel qui se défend d'aborder les textes fondateurs de l'islam de manière statique, mais entend les lire de manière dynamique.
Analysant les raisons qui ont conduit au déclin de la civilisation arabo-musulmane, Talbi pointe en particulier le statut de la femme. Pour lui, l'avenir de la civilisation musulmane est tributaire de la situation qu'elle offrira à la femme, c'est-à-dire à la moitié de la communauté en son sein. Si elle l'enterre vivante à nouveau, par divers moyens physiques ou moraux, cela conduirait inéluctablement à un suicide civilisationnel ou à une nouvelle déchéance.
Parlant du Coran, Talbi indique qu'il n'existe pas dans le texte de trace du terme « charia » qui constitue, selon lui, l'une des causes de l'oppression vécue par les musulmans.
Très impliqué dans le dialogue interreligieux, notamment au sein du Groupe de recherches islamo-chrétien, Mohamed Talbi finit par s'en détacher dans l'amertume et même la virulence, estimant que ce dialogue bancal n'en était pas franchement un et que ses amis chrétiens continuaient de trahir condescendance et préjugés à l'égard de l'islam, notamment dans son rapport à la violence. « L'Église catholique ne perçoit le dialogue que comme une étape sur le chemin de l'évangélisation », fustige-t-il dans Penseur libre en islam. Il signe même, en 2011, une Histoire du Christ, enquête sur une fraude textes à l'appui qui attriste ses anciens compagnons de route du dialogue islamo-chrétien.
Critiquant le discours des courants salafistes, il estime qu'ils vivent une situation de dédoublement intellectuel et religieux les rendant incapables de s'adapter à l'esprit de leur époque. Il appelle régulièrement à se débarrasser du principe de la prééminence du « pouvoir religieux » et à passer à une étape accordant le pouvoir au peuple, condition pour l'instauration de la démocratie. Parallèlement, il appelle à un grand changement socioculturel des politiques des pays arabes en arguant que la pensée musulmane est devant l'obligation de se moderniser en adoptant l'égalité successorale entre hommes et femmes,.
Au fondement de sa réflexion se trouve enracinée une démarche critique, analytique et diachronique dont le souci premier est de construire une pensée islamique laïque débarrassée de toute nostalgie à l'égard du passé et susceptible d'inscrire la pensée islamique au cœur de la modernité,. Son œuvre trouve dès lors sa pleine signification et son actualité dans la mesure où elle peut contribuer à apporter des éléments de réponse aux divers problèmes qui caractérisent la situation de l'islam et des sociétés musulmanes ; elle représente un défi lancé contre toutes les tentations d'immobilisme, voire de régression qui menacent constamment la pensée islamique contemporaine,.
Dans un souci de dépassement des clivages et des blocages devant une pensée libre et libérée des dogmes, il propose un retour vers l'autorité de la raison,. Il opte pour une pensée tolérante pratiquée comme une solution à tous les problèmes ayant rapport avec la religion,. Son analyse, basée essentiellement sur une approche historique et philologique, privilège la critique du discours islamique pour en dégager les défaillances et les perversions,.
S'inscrivant dans la continuité du réformisme tunisien, Talbi poursuit un effort innovateur, déstabilisant la tradition, mettant en question les dogmes et arrachant des champs de plus en plus larges à l'effort de la réflexion et de l'interprétation,. Sa méthode consiste à lire le Coran avec les yeux des vivants et non avec ceux des morts : il réinterprète les chapitres de la morale en vue d'une réforme (islah) de celle-ci. Pour lui, le djihad n'est plus la traditionnelle guerre sainte des manuels de la charia, mais redevient le grand combat contre soi-même. 

## Hommages
Le 1er mai 2017, le président tunisien Béji Caïd Essebsi déplore, dans un communiqué officiel, la perte d'un « libre penseur, novateur, réformateur, et militant national pour la liberté et les valeurs humanistes ». Le même jour, le ministre tunisien de la Culture rappelle dans son éloge funèbre prononcé au cimetière du Djellaz que le bilan des travaux de Mohamed Talbi permet de prendre conscience de l'ampleur exceptionnelle de son œuvre académique et intellectuelle,. Le 12 juin, l'Académie tunisienne des sciences, des lettres et des arts rend hommage à sa mémoire au cours d'une cérémonie en présence des académiciens, des représentants des autorités politiques et de la société civile,. Le 10 novembre, il est lauréat, à titre posthume, du prix Ibn Khaldoun pour la promotion des études et des recherches en sciences humaines et sociales. En 2018, la 34e édition de la Foire internationale du livre de Tunis (ar) rend hommage à l'ensemble de sa production académique.

## Publications

### Français
- Al-Mukhassass d'Ibn Sïda : études et index, éd. Imprimerie officielle, Tunis, 1956
- Histoire générale de la Tunisie (ouvrage collectif), tome II « Le Moyen Âge », éd. Société tunisienne de diffusion, Tunis, 1965, réed. Sud Éditions, Tunis, 2005
- L'émirat aghlabide (186-296/800-909) : histoire politique, éd. Adrien Maisonneuve, Paris, 1966  (ISBN 2-7200-0493-6)[53]
- Biographies aghlabides extraites des Madarik du Cadi Iyād (édition critique), éd. Imprimerie officielle de la République tunisienne, Tunis, 1968
- Islam en dialogue, éd. Maison tunisienne de l'édition, Tunis, 1970
- Islam et dialogue, réflexion sur un thème d'actualité, éd. Maison tunisienne de l'édition, Tunis, 1972, rééd. Maison tunisienne de l'édition, Tunis, 1979
- Ibn Khaldûn et l'Histoire, éd. Maison tunisienne de l'édition, Tunis, 1973, rééd. Cartaginoiseries, Carthage, 2006
- Étude d'histoire ifrîqiyenne et de civilisation musulmane médiévale, éd. Université de Tunis, Tunis, 1982[54]
- Histoire générale de l'Afrique, tome IV « L'Afrique du XIIe au XVIe siècle » (ouvrage collectif), éd. Unesco, Paris, 1987 (lire en ligne)
- Réflexions sur le Coran (avec Maurice Bucaille), éd. Seghers, Paris, 1989  (ISBN 2-232-10148-7)[55]
- Histoire générale de l'Afrique, tome III « L'Afrique du VIIe au XIe siècle » (ouvrage collectif), éd. Unesco, Paris, 1990 (lire en ligne)
- Études sur la tolérance (ouvrage collectif), éd. Beït El Hikma, Carthage, 1995
- Un respect têtu (avec Olivier Clément), éd. Nouvelle Cité, Paris, 1995  (ISBN 2-85313-188-2)[56]
- Plaidoyer pour un islam moderne, éd. Desclée de Brouwer, Paris, 1998  (ISBN 2-220-04251-0), rééd. Le Fennec, Casablanca, 1998 ; réed. Cérès, Tunis, 1998 ; rééd. Éditions de l'Aube, Paris, 2004
- Islam, ce que vous devez savoir (ouvrage collectif), éd. Malesherbes Publications, Paris, 2001
- Penseur libre en islam. Un intellectuel musulman dans la Tunisie de Ben Ali (avec Gwendoline Jarczyk), éd. Albin Michel, Paris, 2002  (ISBN 2-226-13204-X), rééd. Cérès, Tunis, 2013[57]
- Universalité du Coran, éd. Actes Sud, Arles, 2002  (ISBN 2-7427-3605-0)[58]
- Réflexion d'un musulman contemporain, éd. Fennec, Casablanca, 2005
- Afin que mon cœur se rassure, éd. Nirvana, Tunis, 2010
- Gaza, barbarie biblique ou de l'extermination sacrée et humanisme coranique, éd. Mohamed Talbi, Tunis, 2010[59]
- L'Islam n'est pas voile, il est culte : rénovation de la pensée musulmane, éd. Cartaginoiseries, Carthage, 2010, rééd. Cartaginoiseries, Carthage, 2014[60]
- Goulag et démocratie, éd. Mohamed Talbi, Tunis, 2011[61]
- À Benoît XVI, éd. Mohamed Talbi, Tunis, 2011
- Ma religion c'est la liberté : l'islam et les défis de la contemporanéité, éd. Nirvana, Tunis, 2011  (ISBN 978-9973-855-35-0)
- Histoire du Christ, histoire d'une fraude textes à l'appui, éd. Mohamed Talbi, Tunis, 2011[62]
- Méditations sur le Coran : vérité, rationalité, I'jaz scientifique, éd. Mohamed Talbi, Tunis, 2016[63]
- Dieu est amour : guide du musulman coranique, éd. Nirvana, Tunis, 2017

### Autres langues

#### Anglais
- « Law and Economy in Ifriqiya (Tunisia) in the Third Islamic Century: Agriculture and the Role of Slaves in the Country's Economy », The Islamic Middle East (700-1900): Studies in Economic and Social History, éd. The Darwin Press, Princeton, 1981, p. 209-249
- « Theological polemics at Qayrawân during the 3rd/9th century »,  Rocznik Orientalistyczny (pl), 1984, p. 151-160
- « Islamo-Christian Encounter Today: Some principles », Perspectives, no 4-5, 1985, p. 7-11
- « Possibilities and Conditions for a Better Understanding between Islam and the West », Journal of Ecumenical Studies, no 25, 1988, p. 161-193
- « Islam and Dialogue: Some Reflections on a Current Topic », Christianity Through Non-Christian Eyes, éd. Orbis Books, New York, 1990, p. 82-101
- « Unavoidable Dialogue in a Pluralist World: A Personal Account », Encounters: Journal of Inter-Culural Perspectives, no 1, 1995, p. 56-69
- « A Record of Failure », Islam and Democracy in The Middle East, éd. Johns Hopkins University Press, Londres, 2002, p. 3-12
- « Religious Liberty: A Muslim Perspective », The New Voices of Islam, éd. University of California Press, Oakland, 2006, p. 105-118

#### Arabe
- Al-Turtûshî, al Hawâdith wa-l-Bida (تحقيق الحوادث و البدع لمحمد بن الوليد الطرطوشي أبو بكر), éd. Imprimerie officielle, Tunis, 1959 (édition critique)
- Tarājim Aghlabīyah : mustakhrajah min Madārik al-Qādī ʻIyāḍ (تراجم أغلبيّة مستخرجة من مدارك القاضي عياض), éd. Imprimerie officielle, Tunis, 1968
- Manhajiyyat lbn Khaldûn al-Tâ'rîkhiyya (منهجية ابن خلدون التاريخيّة), éd. Dâr al-Hadathâ, Beyrouth, 1981
- Dirāsāt fī tārīkh Ifrīqīyah wa-fī al-ḥaḍārah al-Islāmiyah fī al-ʻaṣr al-wasīṭ (دراسات في تاريخ إفريقيا في الحضارة الإسلاميّة في العصر الوسيط), éd. Université de Tunis, Tunis, 1982 (réimpr. éd. Med Ali, Tunis, 2020[64])
- Al-dawlaẗu al-aġhlabiyyaẗ (184-296/800-909) : Al-tārīkẖ al-siyāsī (الدولة الأغلبيّة : 296 - 184 / 909-808 : التاريخ السياسي), éd. Dār al-Gharb al-Islāmī, Beyrouth, 1985
- Nahnou wa al-ġharb (نحن و الغرب), éd. Abdelkarim Ben Abdallah, Tunis, 1992 (ouvrage collectif)
- Iyal Allah : Afkar Jadidah fi 'Alaqat al-Muslim bi-nafsihi wa bi al-Akharin (عيال الله : أفكار جديدة في علاقة المسلم بنفسه و بالآخرين), éd. Cérès, Tunis, 1992 ; rééd. Jadawel, Beyrouth, 2012[65]
- Fi Tārīkh Ifrīqīyah (في تاريخ إفريقية : أعلام – مواقع – قضايا), éd. Beït El Hikma, Carthage, 1994 (lire en ligne)
- Ummat al-Wasat (أمة الوسط : الإسلام و تحديات المعاصرة), éd. Cérès, Tunis, 1996
- Al-Islâm : Hurriyatun wa Hiwâr (الإسلام حرّية و حوار), éd. Dâr al-Nahâr, Beyrouth, 1999
- Li yatma'inna qālbî : Quādhiyatû el-îmān (ليطمئن قلبي : قضية الإيمان), éd. Cérès, Tunis, 2007[66] ; rééd. Sotumedias, Tunis, 2016
- Quādhiyatû al-Hâquîqua (قضية الحقيقة), éd. Mohamed Talbi, Tunis, 2015
- Dalil al-muslim al-Cor'ānî (دليل المسلم القرآني), éd. Mohamed Talbi, Tunis, 2016
- Al-Ṣiraa' al-lāhoutî fi Al-Qayrawân ayam al-aġhaliba (الصّراع اللاّهوتي في القيروان أيّام الأغالبة), éd. Sotumedias, Tunis, 2017[67],[68]

#### Italien
- Rispetto nel dialogo. Islamismo e cristianesimo (avec Olivier Clément), éd. San Paolo, Rome, 1994
- Un'urgenza dei tempi modern : il dialogo fra gli universi culturali avec Giovanni Agnelli et Marcello Pacini, éd. Fondation Giovanni Agnelli, Turin, 1997
- Le vie del dialogo nell'Islam, éd. Fondation Giovanni Agnelli, Turin, 1999
- « La shari'a ha ancora un futuro tra laicità e ateismo? », Filosofia e questioni pubbliche, no 2, 2002, p. 79-88
- Islam e libero pensiero. Laicità e democrazia nel mondo musulmano, éd. UTET Università, Milan, 2005
- Università del Corano, éd. Jaca Book, Milan, 2007

#### Autres
- (de) « Islam und Dialog », Moslems und Christen-Partner?, éd. Graz, Cologne, 1976, p. 144-177
- (es) « El Cristianismo visto por El Islam », Encuentro Islamo-Cristiano, no 147, 1984, p. 1-13 (lire en ligne)
- (de) Dialog mit Afrika und dem Islam (avec Léopold Sédar Senghor), éd. Mohr Siebeck, Tübingen, 1987
- (de) « Religionsfreiheit : eine muslimische Perspektive », Freiheit der Religion : Christentum und Islam unter dem Anspruch der Menschenrechte, éd. Mathias-Griinewald-Verlag, Mayence, 1993, p. 53-71
- (es) « Jesús, visto por el Islam », Musulmanes y cristianos : Quién decis que soy yo ?, éd. Darek-Nyumba, Madrid, 1997, p. 103-119
- (de) « Kulturelle identität und das Problem einer Weltkultur », Eine Welt für alle. Grundlagen eines gesellschaftlich-politischen und kulturellen Pluralismus in christlicher und islamischer Perspektive. Beiträge zur Religionstheologie, éd. St. Gabriel, Mödling, 1999, p. 321-352
- (es) « Libertad religiosa. Ética planetaria y pluralismo en el siglo de la globalización », Conciencia y Libertad, no 13, 2001, p. 19-35 (lire en ligne)
- (es) « Tolerancia e intolerancia en la tradicion musulmana », La Intolerancia: Fórum Internacional sobre la intolerancia, éd. Académie universelle des cultures, Madrid, 2002, p. 45-49
- (es) « Tiene aún la sharía un futuro entre el laicismo y el ateísmo ? », El islam plural, éd. Icaria Editorial, Barcelone, 2003, p. 209-222.
- (es) Oriente-Occidente : cartografías de una distancia [sous la dir. de], éd. Fondation Marcelino Botín, Santander, 2004

## Décorations et prix

### Décorations
- Officier (1965) puis grand officier (1991) de l'Ordre de la République (Tunisie)[69] ;
- Commandeur de l'Ordre du Mérite civil (Espagne) en 1969[69] ;
- Officier de l'Ordre de l'Indépendance (Tunisie) en 1975[69] ;
- Officier (1983) puis commandeur (1987) de l'Ordre national du Mérite (Tunisie)[69] ;
- Chevalier de la Légion d'honneur (France) en 1983[69] ;
- Officier de la Légion d'honneur (France) en 1984[69].

### Prix
- Premio letterario internazionale del Mediterraneo (Italie, 1979)[69] ;
- Prix Léopold Lucas (de) (Allemagne, 1985)[69] ;
- Prix national des lettres et des arts (Tunisie, 1987)[69] ;
- Prix national de la création littéraire (Tunisie, 1991)[69] ;
- Prix Hiroshima pour la paix et la culture (Suède, 1994)[69] ;
- Prix Giovanni Agnelli (Italie, 1997)[69] ;
- Prix Ibn Khaldoun pour la promotion des études et des recherches en sciences humaines et sociales (Tunisie, 2017)[51] ;
- Prix Fondation de la Maison de Tunisie (Tunisie, 2024 à titre posthume)[70].